# 塞尔希·佩尔昆
塞尔希·佩尔昆 (烏克蘭語：  ; 1977年9月4日—2001年8月28日）是一名乌克兰足球运动员。他是迄今为止俄羅斯足球超級聯賽中唯一一位在正式比赛中因伤而死的球员。
2001年8月19日，在莫斯科中央陆军足球俱乐部与马哈奇卡拉安郅足球俱乐部的比赛中，塞尔希·佩尔昆与布敦·哈查贝科维奇·布都诺夫相撞，兩人的頭部都受了伤，結果9天后塞尔希·佩尔昆因脑出血去世。 莫斯科中央陆军足球俱乐部決定永久退役塞尔希·佩尔昆生前所穿的16号球衣。 